# شان اودریسکول
شان اودریسکول (انگلیسی: Sean O'Driscoll؛ زادهٔ ۱ ژوئیهٔ ۱۹۵۷) یک بازیکن فوتبال در گذشته و سرمربی فوتبال اهل ایرلند است.
از باشگاه‌هایی که در آن بازی کرده‌است می‌توان به باشگاه فوتبال ای. اف. سی بورنموث، آلوچورچ، و فولام اشاره کرد.

در ۶ ژوئیه ۲۰۱۵، اودریسکول به عنوان دستیار، برندان راجرز، جانشین کالین پاسکو در باشگاه لیورپول شد.